# بينيتو إراولا راموس
بينيتو إراولا راموس (بالإسبانية: Benito Ramos)‏ هو مبارز بالسيف مكسيكي، (ولد في غوادالاخارا في المكسيك 1918  م).

## وصلات خارجية
- بينيتو إراولا راموس على موقع اللجنة الأولمبية الدولية (الإنجليزية)
- بينيتو إراولا راموس على موقع أوليمبيديا (الإنجليزية)